# 半井成信
半井 成信（なからい なりのぶ）は、安土桃山時代後期から江戸時代初期の医師。号は瑞桂・驢庵（3代）。父の半井瑞策（2代驢庵）と同じ通仙院の院号を称した。徳川家康らの侍医を務めた。

## 生涯
半井光成（瑞策・2代驢庵）の子として生まれる。幼少時には相国寺の惟高妙安のもとに入室している。
駿府で徳川家康に仕え、薬を調進する。のちには江戸に赴き、徳川秀忠にも薬を調進した。
寛永元年（1624年）、半井家の先例により、法印に叙されずに「通仙院」の院号を称し、勅命によって深黒の素絹の着用を許された。このとき「驢庵」の号は嫡孫の半井成近に譲っている。
成信の没年については以下のように諸説がある。
- 『寛政重修諸家譜』（以下『寛政譜』）では、寛永15年（1638年）4月11日没とする[3]
- 『寛政譜』編纂時の呈譜には寛永11年（1634年）4月11日に京都において没、享年95とあったという[3]。
- 大徳寺真珠庵の墓石銘によれば、寛永16年（1639年）4月11日没[1][2]。享年95という[2]。

『寛政譜』の半井成近の項目では、慶長16年（1639年）6月15日に祖父の遺領である山城国愛宕郡内500石を継いだと記されている。

## 家族
『寛政重修諸家譜』は5男5女を載せる（女子については存在が示されるのみ）。5人の男子は以下の通り。
- 長男：半井利親（瑞玄）
- 二男：半井瑞沢（蛛庵） - 法印に叙される
- 三男：半井宗閑
- 四男：半井琢庵
- 五男：半井瑞益（久庵）

長男の半井利親（瑞玄）は従五位下典薬頭・右衛門佐に叙されたが、慶長8年（1603年）に25歳で没し、父に先立った。このため、利親の子である半井成近（瑞寿・4代驢庵）が嫡孫とし家を継ぐこととなった。なお、利親は藤堂高虎の娘を娶っており、成近は高虎の外孫となる。

## 備考
- 徳川家康の招きによって関東に赴いた際、伏見城の搦手門を下賜され、京都・烏丸中立売の自邸に移築した[2]。この京都屋敷には、徳川家康が上洛した際に宿泊したとも伝えられる[2]。